# Hacker-Pschorr

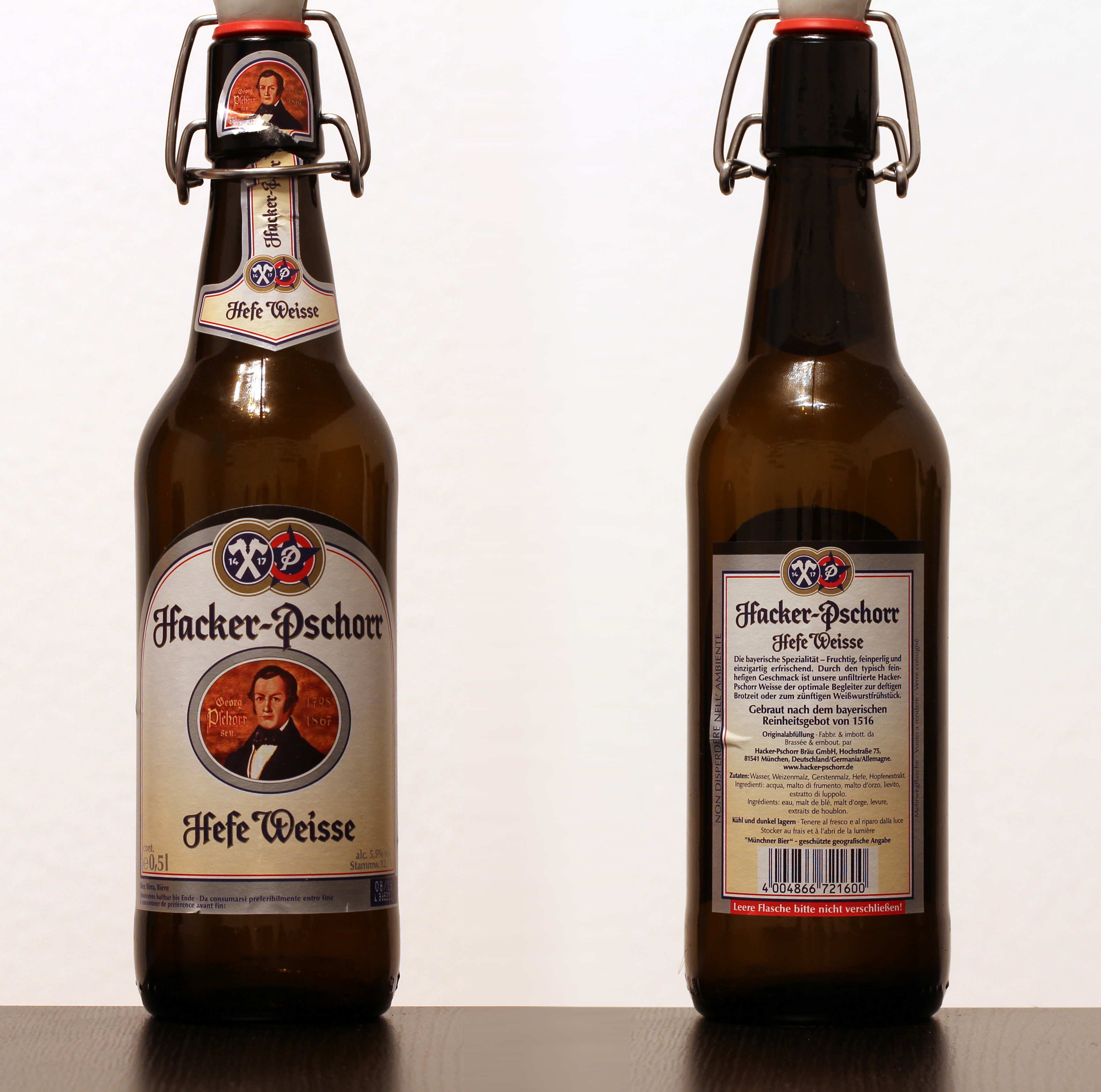
Hacker-Pschorr Hefe Weisse

A Hacker-Pschorr egy német sörmárka és sörgyár. A sörgyár hivatalos elnevezése: Hacker-Pschorr Bräu GmbH.

## Történet
A Hacker-Pschorr sör története egészen 1417-ig vezethető vissza, amikor a sörgyártás szempontjából fontos Münchenben a Hacker sörfőzdét megalapították. Ezáltal a Hacker-Pschorr a német sörtisztasági törvény megszületéséhez képest majdnem egy évszázaddal korábbi gyökerekkel rendelkezik.
Az 1793-as esztendő jelentette egy új korszak kezdetét a sörgyártásban, amikor Joseph Pschorr, a Pschorr sörfőző dinasztia őse elvette a szegény sörfőző lányát, Maria Theresia Hackert és megvásárolta apósától a sörfőzdét. Rövid időn belül a Hackert München legnagyobb sörgyárává fejlesztette. Azonban, mivel elégedetlen volt vásárolt még egy sörfőzdét, amelyet saját neve után a Pschorr sörgyár lett. Mielőtt e második kis családi sörfőzdét komoly iparvállalattá fejlesztette volna, sikerült vásárolnia egy viszonylag nagy méretű földterületet a régi München városfalain kívül, mely területen aztán később évekig állt a Hacker-Pschorr modern sörgyára. A területen ma már értékesítését követően egy irodakomplexum található.
Joseph Pschorr, korát megelőzve hatalmas tároló létesítményt hozott létre, amit a köznyelv csak "Sör Erődnek" hívott. Ez a tárolókapacitás elsőként tette lehetővé, hogy egész évben képes legyen sört főzni, úgy, hogy az viszonylag állandó minőségű maradjon és hosszú ideig elálljon. A sörgyártáshoz kapcsolódó fejlesztései olyan fontosak voltak, hogy Lipót régensherceg elkészítette Joseph Pschorr mellszobrát a hírességek csarnokába, mely München egyik leghíresebb fesztiváljának az Oktoberfestnek helyet adó Theresienwiese-vel szemben található. Halála előtt két fia között sorsolással döntötte el, hogy melyik melyik sörgyárat kapja, hogy egyenlően ossza meg örökségét. Így Matthias lett a "Hacker" és Georg a "Pschorr" sörgyár tulajdonosa.
Az elkövetkező generációk alatt mindkét sörgyár jelentős ismertségre tet szert. 1861-ben "Lager-Bockbier" termékük már Rio de Janeiro-ban is kapható volt, míg 1876-ban a philadelphiai centenáriumi kiállításra a Pschorr sörgyár söröshordói voltak az elsők amelyek az Egyesült Államokba érkeztek. Ugyanakkor a két világháború jelentős mértékben megtépázta mindkét sörgyár nemzetközi kapcsolatait, még a túlélés is kérdéses volt.
Végül 1972-ben, a hosszú újjáépítési munkát követően a két sörgyár egyesüléséből létrejött a Hacker-Pschorr Sörgyár, bár 1975-ig még külön márkanév alatt értékesítették termékeiket. Ma a Hacker-Pschorr újra Németország legmodernebb vezető sörgyárai közé tartozik és világszerte végez exporttevékenységet.
Jelenleg a Hacker-Pschorr a Paulaner csoport tagja és így a BHI (Brau Holding International AG) része, mely a Schörghuber Unternehmensgruppe (50,1%) és a holland Heineken N.V. (49,9%) tulajdonában van.

## Termékek
- Hacker-Pschorr Animator (alk. 8,1% és 19,3°) – erős sörspecialitás (doppel bock)
- Hacker-Pschorr Anno 1417 (alk. 5,5% és 12,5°) – szűretlen sörspecialitás (naturbier / kellerbier)
- Hacker-Pschorr Braumeister Pils (alk. 5,0% és 11,5°) – prémiumkategóriás pils típusú sör
- Hacker-Pschorr Edelhell (alk. 5,5%) – dortmunder típusú világos sör
- Hacker-Pschorr Hubertus Bock (alk. 6,8%) – erős világos sör
- Hacker-Pschorr Münchener Hell (alk. 5,0% és 11,5°) – világos sör
- Hacker-Pschorr Münchener Gold (alk. 5,5% és 12,5°) – erősebb aranyszínű export sör
- Hacker-Pschorr Münchener Dunkel (alk. 5,0% és 12°) – barna sör
- Hacker-Pschorr Münchener Radler (alk. 2,5% és 9,5°) – citromos limonádé és sör keveréke
- Hacker-Pschorr Nährbier (alk. 1,2%) – alacsony alkoholtartalmú világos sör
- Hacker-Pschorr Oktoberfest Märzen (alk. 5,8% és 13,7°) – oktoberfest/märzen típusú világos sör
- Hacker-Pschorr Superior (alk. 6,0% és 13,7°) – müncheni világos sörspecialitás
- Hacker-Pschorr Hefe Weisse (alk. 5,5% és 12,5°) – szűretlen búzasör
- Hacker-Pschorr Dunkle Weisse (alk. 5,3% és 12,4°) – szűretlen barna búzasör
- Hacker-Pschorr Kristall Weisse (alk. 5,5%) – szűrt búzasör
- Hacker-Pschorr Leichte Weisse (alk. 3,2% és 7,7°) – csökkentett alkohol- és kalóriatartalmú búzasör
- Hacker-Pschorr Sternweisse (alk. 5,0% és 11,5°) – szűretlen búzasör specialitás
- Hacker-Pschorr Weiss Bock (alk. 7,0%) – erős sörspecialitás (weizen bock)